# مری متیکو
مری متیکو (انگلیسی: Marie Matiko؛ زادهٔ ۱۲ سپتامبر ۱۹۷۰) بازیگر اهل ایالات متحده آمریکا است. وی از سال ۱۹۹۹ میلادی تاکنون مشغول فعالیت بوده‌است.
از فیلم‌هایی که وی در آن نقش داشته‌است، می‌توان به هنر جنگ، دیت مووی، مردان اسرارآمیز و نفرین اژدها اشاره نمود.

## اوایل زندگی
متیکو اصالت چینی، ژاپنی و فیلیپینی دارد. وی در شهرستان لس آنجلس زاده شد و در هانتینگتون بیچ بزرگ شد.